# Ulysses (poema)

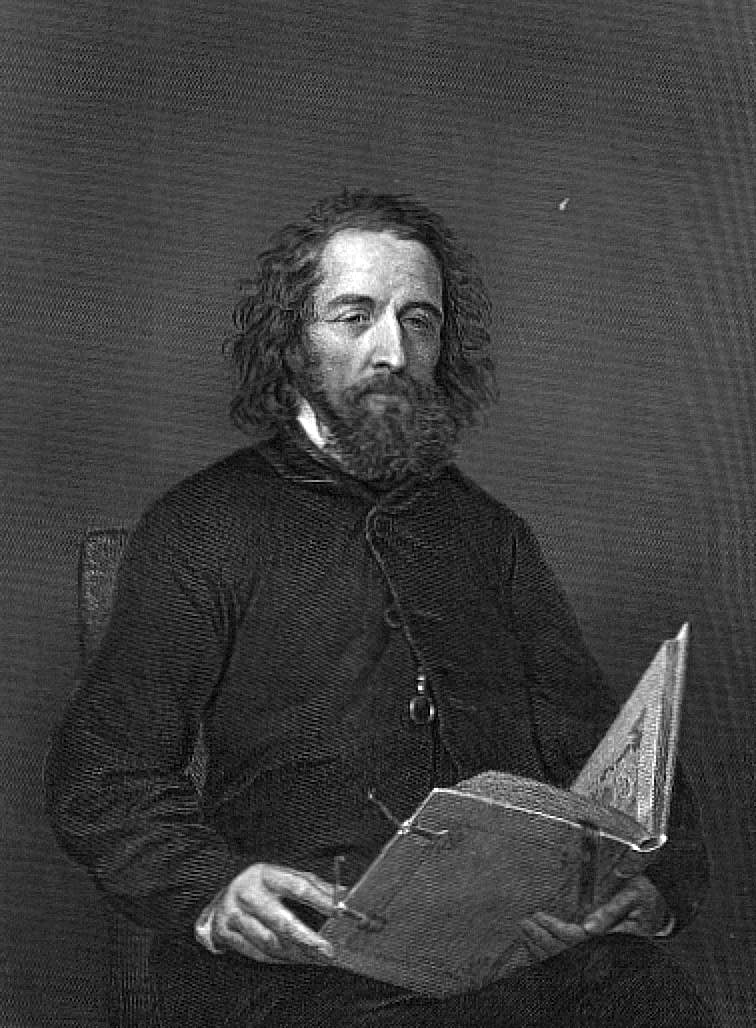
Alfred Tennyson, autor de "Ulysses"

Ulysses é um poema do poeta vitoriano Alfred Tennyson (1809-1892), escrito em 1833 e publicado em 1842 no segundo volume bem recebido de poemas de Tennyson. Sendo um poema frequentemente citado na literatura inglesa, é usado popularmente para ilustrar o monólogo dramático. Ulisses descreve para uma plateia indeterminada o seu descontentamento e nervosismo no seu retorno a seu reino, Ítaca, após as suas longas viagens. Enfrentando a velhice, Ulisses anseia por viajar e explorar novamente, apesar de seu reencontro com sua esposa Penélope e seu filho Telêmaco.
O personagem de Ulisses (do grego, Odisseu) tem sido amplamente usado na literatura mundial. As aventuras de Odisseu foram primeiramente registradas em Ilíada e em Odisseia, ambas de Homero (c. 800-600 a.C.), e Tennyson descreve a narrativa do autor da Grécia Antiga no poema. Muitos críticos, porém, acham que Ulisses, de Tennyson, lembra o personagem Ulisse em Inferno, de Dante Alighieri, em A Divina Comédia (c. 1320). Segundo a narrativa de Dante, Ulisse foi condenado ao inferno juntamente com os falsos conselheiros, tanto pela sua perseguição ao conhecimento além dos limites humanos quanto pelas suas aventuras em desrespeito de sua família.
Na maior parte da história deste poema, os leitores veem Ulisses como resoluto e heroico, admirando-o pela sua determinação "por se empenhar, por buscar, por encontrar e não por se render." A opinião de que Tennyson pretendia criar um personagem heroico é apoiada pelas suas declarações sobre o poema e pelos acontecimentos em sua vida — a morte de seu amigo mais achegado — que o levou a escrever o poema. No século XX, estudiosos começaram a disponibilizar algumas interpretações de "Ulysses", que destacam possíveis ironias no poema. Alegam, por exemplo, que Ulisses desejava egoistamente abandonar o seu reino e a sua família e questionam o personagem de Ulisses por demonstrar como ele se assemelha a protagonistas imperfeitos de literaturas mais antigas.

## Sinopse e estrutura
Assim que o poema começa, Ulisses retorna a seu reino, Ítaca, após ter tido um longo e agitado retorno à sua casa após combater na guerra de Troia. Confrontado-se novamente com a vida doméstica, Ulisses exprime a sua falta de contentamento, incluindo a sua indiferença para com a "raça selvagem" que ele comanda. Ulisses contrasta a sua inquietação e aborrecimento com o seu passado heróico. Ele contempla a sua idade avançada e a sua eventual morte — "Life piled on life" ("vida empilhada em vida")/ "Were all too little, and of one to me" ("são todas muito curtas, e esta em mim") / "Little remains" ("pouco resta") (versos 24 a 26) e anseia por mais experiência e conhecimento. Seu filho Telêmaco irá herdar o trono que Ulisses acha tediante. Enquanto que Ulisses acha que Telêmaco seria um rei adequado, parece ter pouca empatia para com seu filho — "He works his work, I mine" ("Ele trabalha seu trabalho, eu o meu") (verso 43) — e para com os métodos necessários de governo — "by slow prudence" ("de calma prudência") (verso 36) e "through soft degrees" ("por graus suaves"). Na parte final, Ulisses vira a sua atenção aos marinheiros e os chama para se juntar a ele numa outra busca, sem garantias quanto aos seus destinos, mas tentando invocar o seu passado heroico.[carece de fontes?]
| ...Come, my friends, 'Tis not too late to seek a newer world. Push off, and sitting well in order smite The sounding furrows; for my purpose holds To sail beyond the sunset, and the baths Of all the western stars, until I die. It may be that the gulfs will wash us down: It may be we shall touch the Happy Isles, And see the great Achilles, whom we knew. | ...Vamos, meus amigos, Não é tão tarde para buscar um mundo novo. Desatracai, e sentados bem em ordem batei Nas esteiras sonantes; pois meu intento continua a de Velejar além do pôr-do-sol, e dos mergulhos De todas as estrelas ocíduas, até que eu morra. Pode ser que os golfos nos devorem: Pode ser que toquemos as Ilhas Afortunadas, E ver o grande Aquiles, a quem nós conhecemos. |

As setenta linhas em verso branco do poema são apresentadas como um monólogo dramático. Há frequentemente um forte contraste entre o sentimento das palavras de Ulisses e os sons que os expressam. O orador parece escolher seu tom cuidadosamente para reforçar sua sofisticação e classe social. A sua linguagem não é enfeitada e é vigorosa — às vezes "forçada", de acordo com T. S. Eliot — e isso exprime os humores conflitantes de Ulisses assim que ele procura pela continuidade entre seu passado e futuro. O pentâmetro iâmbico insistente do poema é frequentemente interrompido por espondeus (um pé — unidade métrica poética que se consiste de duas longas sílabas), que retardaria o 'deslizar' do poema na língua inglesa. Os versos 19 a 21 são notáveis neste aspecto:[carece de fontes?]
| Yet all experience is an arch wherethro' Gleams that untravell'd world, whose margin fades For ever and for ever when I move. | Ainda que toda experiência seja um arco por onde Brilha aquele mundo desconhecido, cuja margem desaparece Para sempre e para sempre quando eu movo. |

Observando o seu efeito prosódico fatigante, o poeta Matthew Arnold observou que "essas três linhas por si próprias ocupam quase tanto tempo quanto o livro inteiro de Ilíada. Muito dos aspectos do poema se resumem na seguinte linha: "Este enjambement enfatiza a inquietação e o descontentamento de Ulisses."
Tennyson terminou o poema em 20 de Outubro de 1833, mas "Ulysses" não foi publicado até 1842, na sua segunda coleção de Poems (Poemas). Diferentemente de muitos outros poemas importantes de Tennyson, "Ulysses" não foi revisado após a sua publicação. Originalmente, Tennyson deixou o poema em quatro estrofes; no entanto, o poema foi imprimido tanto em três quanto em quatro estrofes, estruturas que afetaram a análise da narrativa de "Ulysses". Com três estrofes, o poema está dividido nos versos 33 e 44; com quatro estrofes, os cinco primeiros versos tornaram-se uma estrofe. Na versão com quatro estrofes, o primeiro e o terceiro são tematicamente paralelos, mas podem ser lidos como monólogos interiores e exteriores, respetivamente.
Especialistas entram em desacordo sobre como "Ulysses" funciona como um monólogo dramático; não está necessariamente claro para quem Ulisses está falando, se é com alguém e de qual localidade. Alguns veem a direção do diálogo se tornando de um solilóquio para um logradouro público, já que Ulisses parece conversar com si próprio na primeira estrofe e então se dirige para uma audiência assim que ele introduz seu filho, e em seguida vira sua atenção para a beira-mar, onde ele deixou os marinheiros. Nesta interpretação, a linguagem honesta e comparativamente direta da primeira estrofe é ajustada contra o tom politicamente mais complexo das duas últimas estrofes. Por exemplo, a segunda estrofe (versos 33 a 43) sobre Telêmaco, em que Ulisses medita novamente sobre a vida doméstica, é uma "versão revisada (dos versos 1 a 5) para o meio público": "Uma raça selvagem" é revista para "uma raça rude".[carece de fontes?]
Interpretações irônicas de "Ulysses" podem ser o resultado da tendência moderna de considerar o narrador de um monólogo dramático como necessariamente "um narrador não-confiável". De acordo com o crítico Dwight Culler, o poema tem sido vítima de leituras revisionistas no qual o leitor espera reconstruir a verdade de revelações acidentais equívocas do narrador. O próprio Culler vê "Ulysses" como um dialeto no qual o falante determina a virtude de uma aproximação contemplativa e ativa à vida; a história de "Ulysses" dá-se através de quatro estágios emocionantes que são autorrevelantes, não-irônicos: começando pela sua rejeição da vida doméstica para a qual ele retornou em Ítaca e então se lembra carinhosamente de seu passado heroico, reconhece a validade do método de governo de Telêmaco, e com esses pensamentos, planeja outra jornada.

## Interpretações

### Elementos autobiográficos

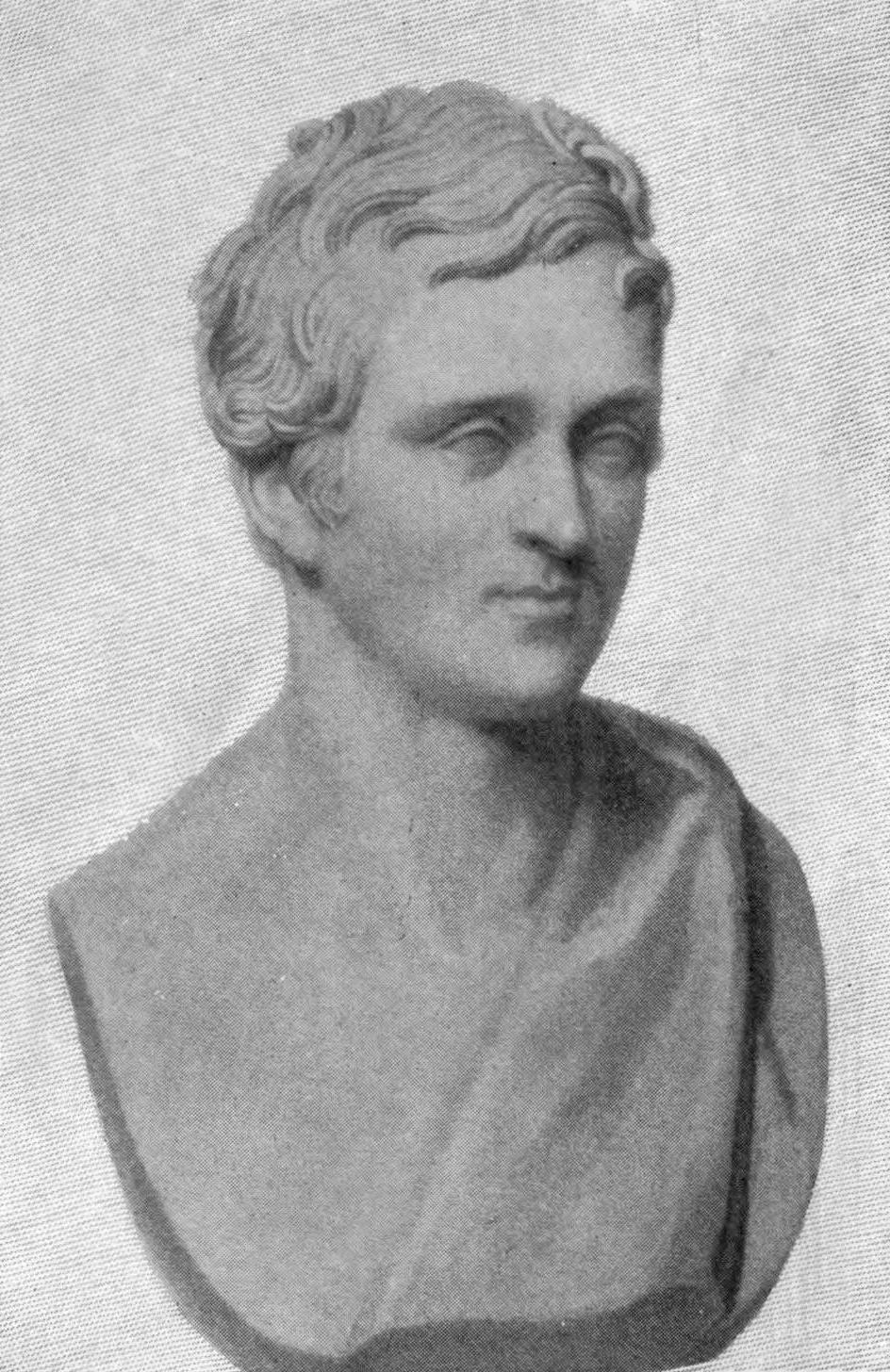
"Ulysses" foi escrito após a morte do amigo mais achegado de Tennyson, Arthur Henry Hallam (1811-1833)

Tennyson escreveu "Ulysses" após a morte de seu amigo mais achegado na Universidade de Cambridge, o poeta Arthur Henry Hallam (1811-1833), com quem Tennyson tinha uma forte ligação emocional. Os dois amigos gastavam muito tempo discutindo poesia e filosofia e, viajando para o sul da França, para os Pirenéus e para a Alemanha, Tennyson considerou Hallam destinado para a grandeza, talvez como um estadista.
Quando Tennyson ouviu sobre a morte de seu amigo em 1 de Outubro de 1833, estava vivendo em Somersby, Lincolnshire, Inglaterra, em quartos apertados com sua mãe e nove de seus dez irmãos. Seu pai tinha morrido em 1831, requerendo o retorno de Tennyson à sua família, além de tomar a sua responsabilidade. Os amigos de Tennyson estavam cada vez mais preocupados sobre a sua saúde física e mental durante este período. A família tinha pouca renda financeira e três dos irmãos de Tennyson, Edward, Charles e Septimus, estavam mentalmente doentes. Logo assim que a percepção do mundo de Tennyson estava melhorando — estava se adaptando a suas novas responsabilidades domésticas, recuperando os contatos com amigos e tendo publicado o seu primeiro livro de poemas em 1832 — a notícia da morte de Hallam chegou. Tennyson dividiu a sua tristeza com a sua irmã, Emily, que tinha sido noiva de Hallam.[carece de fontes?]
De acordo com a acadêmica vitoriana Linda Hughes, o abismo emocional entre o estado de seus assuntos domésticos e a perda de sua amizade especial informa a leitura de "Ulysses" — particularmente o seu tratamento para com a domesticidade. Num momento, o descontentamento de Ulisses parece espelhar àquela de Tennyson, que estaria frustrado com o controle da casa em tal estado de tristeza. Em outro momento, Ulisses está determinado a transcender a sua idade avançada e seu ambiente por viajar novamente. Pode ser que a determinação de Ulisses em desafiar as circunstâncias atraiu Tennyson à lenda; ele disse que o poema "deu meu sentimento sobre a necessidade de continuar a seguir e enfrentar a vida". Em outra ocasião, o poeta disse: "Há mais sobre mim mesmo em "Ulysses", que foi escrito sob o sentimento de perda e de que tudo tinha ido embora, mas aquela vida ainda devia ser encarada até o fim. O poema foi escrito mais com os sentimentos da perda [de Hallam] em mim do que muitos poemas em In Memoriam". A morte de Hallam influenciou boa parte da poesia de Tennyson, incluindo talvez o seu mais estimado trabalho, In Memoriam A.H.H., começado em 1833 e completado dezessete anos mais tarde.[carece de fontes?]
Outros críticos acham que as faltas de concordância estilizadas entre o poema e o seu autor fazem de "Ulysses" excepcional. W. W. Robson escreveu, "O ser socialmente responsável, o sério admirável e o indivíduo "comprometido", está expressando sentimentos zelosos no falar de Tennyson, o mais não-zeloso, solitário e rude dos poetas." Ele acha que as duas personalidades grandemente notadas de Tennyson, o "ser socialmente responsável" e o poeta melancólico, encontram-se unicamente em "Ulisses", ainda que não pareça reconhecer um ao outro dentro do texto.[carece de fontes?]

### Contexto literário

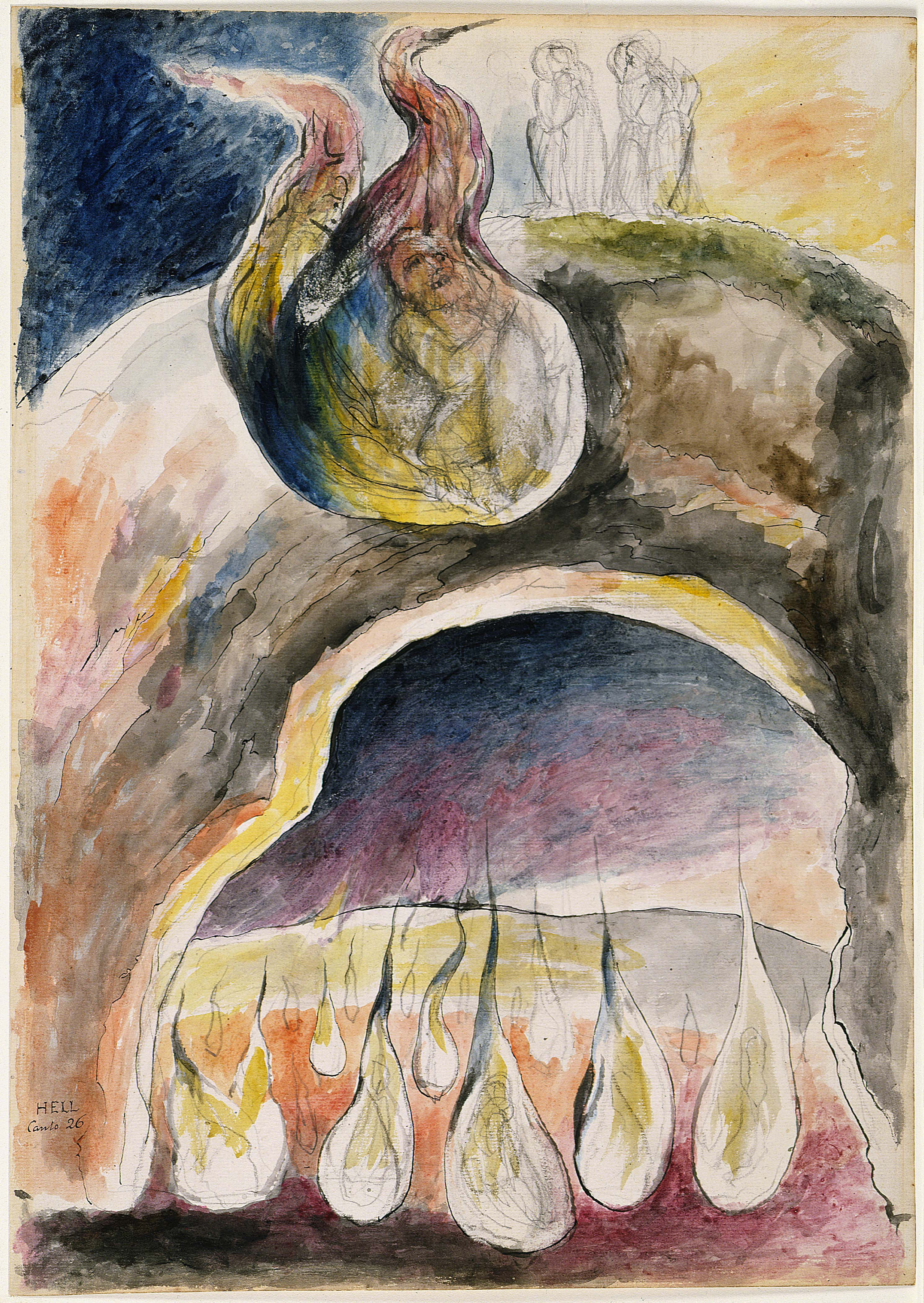
Em uma das aquarelas de William Blake, que ilustra o Inferno de Dante, Ulisses e Diomedes são condenados ao Oitavo Círculo.

Tennyson adota aspectos da personagem e da narrativa de Ulisses de muitas fontes. O seu tratamento para com a personagem é a primeira menção moderna de Ulisses — antes dele, o poeta da Grécia Antiga Homero introduziu o personagem (Odisseu em grego), e, ao decorrer dos anos, poetas utilizaram-se do personagem, incluindo Eurípedes, Horácio, Dante Alighieri, William Shakespeare e Alexander Pope. A Odisseia, de Homero, provê o plano de fundo da narrativa do poema: no seu décimo primeiro livro, o profeta Tirésias prevê que Ulisses retornaria a Ítaca após uma difícil viagem e então começaria uma nova e misteriosa viagem. Depois, tem uma morte pacífica, "longe de guerras", que vem vagamente "do mar". No fim do poema de Tennyson, o seu Ulisses está contemplando a necessidade desta nova viagem.[carece de fontes?]
No entanto, o personagem de Tennyson não é amante dos assuntos públicos visto nos poemas de Homero. Em vez disso, a personagem 'Ulisse', em Inferno, de Dante Alighieri, é a principal fonte de Tennyson para o seu personagem, que tem um efeito importante sobre a interpretação do poema. Ulisse, de Dante Alighieri, lembra-se de sua viagem, durante o vigésimo sexto canto de Inferno, no qual ele é condenado ao Oitavo Círculo de falsos conselheiros por usar de má fé o seu dom da razão. Dante trata Ulisse, com o seu "zelo (...) / em explorar o mundo", como um conselheiro do mal que anseia por aventura, renegando sua família e suas responsabilidades em Ítaca. Tennyson projeta o seu zelo no desejo insaciado de Ulisses pelo conhecimento:
| And this gray spirit yearning in desire To follow knowledge like a sinking star, Beyond the utmost bound of human thought. | E este espírito gris ansiando no desejo De seguir o conhecimento como uma estrela cadente, Além do limite ulterior do pensamento humano. |

A intenção do poema de lembrar a personagem homérica continua evidente em certas passagens. "I am become a name" (Estou a tornar-me um nome) lembra um episódio em Odisseia, no qual Demódoco canta sobre as aventuras de Odisseu na presença do rei, reconhecendo sua fama. Com frases tais como "There gloom the dark broad seas" (Lá se torna sombrio os grandes mares escuros) — verso 45 — e "The deep / Moans round with many voices" ("O profundo / Lamenta-se com muitas vozes") — versos 55 e 56 —, Tennyson parece estar invocando conscientemente Homero.
Os críticos têm também notado a influência de Shakespeare em dois enjambements. Na estrofe anterior, a raça selvagem "That hoard, and sleep, and feed, and know not me" ("Que se amontoam, e dormem, e comem, e não sabem de mim") — verso 5 — ecoa como o solilóquio do Príncipe em Hamlet: "What is a man, / If his chief good and market of his time / Be but to sleep and feed? A beast, no more." ("O que é um homem, / cujo melhor uso e aproveitamento de seu tempo é, / mas, dormir e comer? Um animal, nada mais."). A passagem de Tennyson, "How dull it is to pause, to make an end, / To rust unburnish’d, not to shine in use!" ("Quão tolo é parar, fazer um fim, / enferrujar-se sem faíscas, não brilhar em uso!") — versos 22 e 23 —, lembra o Ulisses de Shakespeare em Troilus and Cressida (c. 1602).
| Perserverance, my dear lord, Keeps honour bright: to have done is to hang Quite out of fashion, like a rusty mail, In monumental mockery. | Perseverança, meu caro senhor, Mantém brilhante a honra: para tê-la, é preciso mantê-la Completamente fora de uso, como um correio enferrujado, Na zombaria monumental. |

Na última estrofe de "Ulysses", que está entre as passagens mais familiares da poesia da língua inglesa, presencia a evidência decisiva de Dante. Ulisses vira a sua atenção para ele mesmo e seu reino, falando de portos, mares e de seus marinheiros. A tendência de descontentamento e de fraqueza em sua velhice mantém-se pelo poema, mas Tennyson deixa finalmente Ulisses "Tentar, buscar, achar e não se render" (verso 70), lembrando o desejo dantesco condenável pelo conhecimento além de todos os limites. As palavras do personagem de Dante assim que ele exorta os seus homens para a jornada acha-se um paralelo àquela do Ulisses, de Tennyson, que chama seus homens para se juntar a ele numa última viagem. Citando o Ulisse de Dante:[carece de fontes?]
| "O frati," dissi, "che per cento milia perigli siete giunti a l'occidente, a questa tanto picciola vigilia d'i nostri sensi ch'è del rimanente non vogliate negar l'esperïenza, di retro al sol, del mondo sanza gente. Considerate la vostra semenza: fatti non foste a viver come bruti, ma per seguir virtute e canoscenza". | "Ó irmãos", disse eu, "que por cem mil perigos que vêm ao ocidente, por esta vigília tão insignificante de nossos sentidos, que é que nos resta, não quero negar a experiência, por trás do Sol, do mundo despovoado. Considerai-vos sua origem: Não foram feitos para viver como brutos, Mas para seguirem a virtude e o conhecimento". |

No entanto, críticos notam que na narrativa homérica, os marinheiros originais de Ulisses estão mortos. Portanto, uma ironia significativa se desenvolve do discurso de Ulisses a seus marinheiros — "Come, my friends, / 'Tis not too late to seek a newer world" ("Venham, meus amigos, / Não é tão tarde para buscar um mundo mais novo") — versos 56 e 57. Já que o Ulisse, de Dante, que já tinha tomado para si esta viagem e relata isso em Inferno, o monólogo inteiro de Ulisses pode ser previsto como a sua recordação enquanto estava no Inferno.
O efeito recíproco das narrativas entre as ocupações envolvendo Ulisses tem sido examinado por vários escritores. O crítico moderno de Tennyson, Matthew Rowlinson, considera "Ulysses" um argumento para a continuação de uma narrativa numa tradição textual e uma "meditação sobre aquela continuidade". O narrador do poema fala no tempo ficcional de Ulisses, de Homero, mas as sua apelações também pertencem ao texto de Tennyson, que existe em outra ordem temporal. No poema de Tennyson, Ulisses declara a inseparabilidade de sua pessoa e de seu nome: "I am become a name (...) I am a part of all that I have met" ("Estou tornando-me um nome (...) Sou uma parte de tudo que tenho encontrado") — versos 11 e 18. Fazendo isso, o narrador parece se referir à fama de Ulisses estendendo-se de muitas obras literárias sobre ele.

### Ulisses como narrador

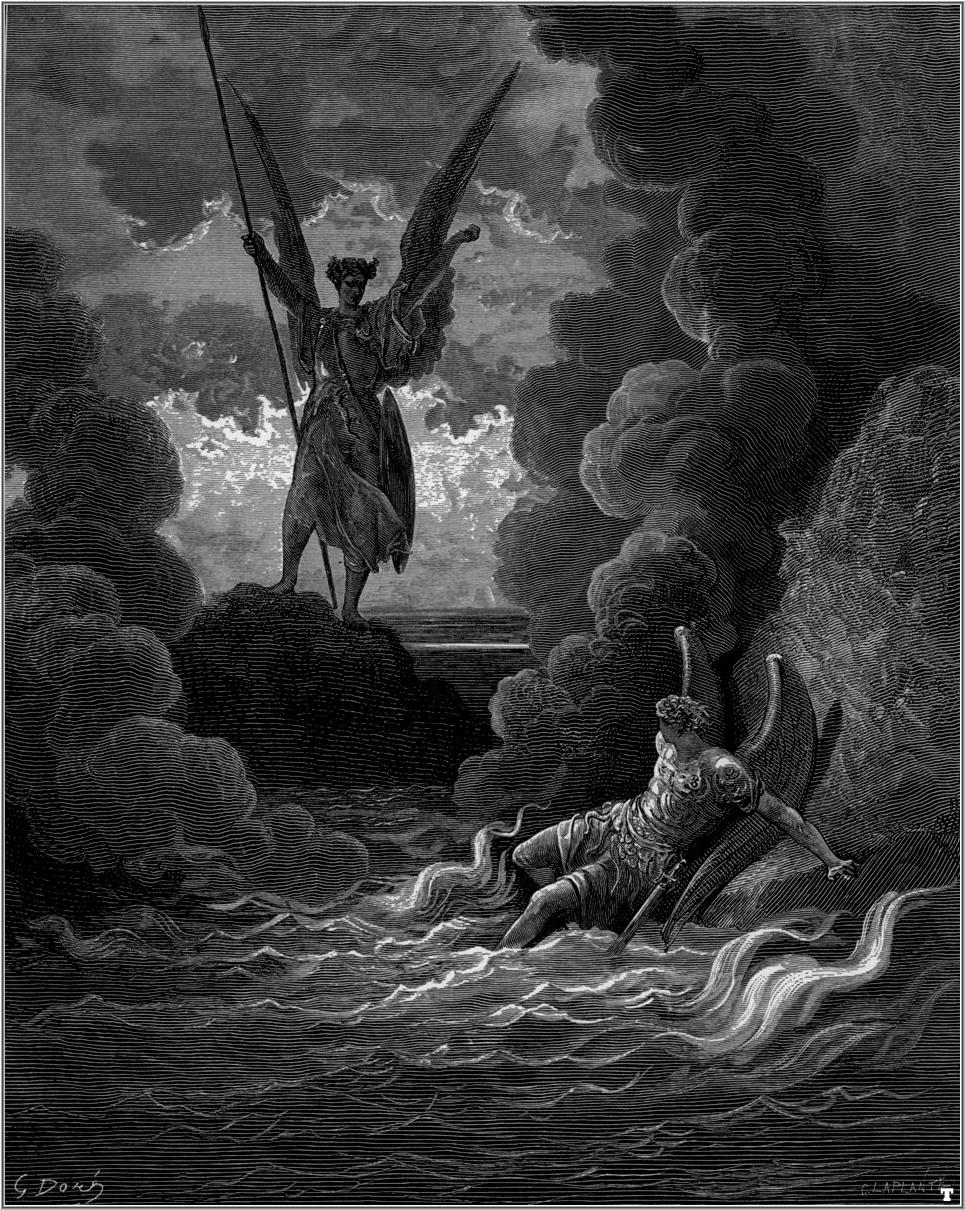
"Satanás ascende do lago de fogo" (1866) por Gustave Doré; Uma interpretação crítica do poema compara os sentimentos finais de Ulisses com a "Nula coragem de se apresentar ou se render" de Satanás em Paraíso Perdido, de John Milton.

O grau em que Tennyson se identifica com Ulisses tem provido um dos grandes debates entre os estudiosos do poema. Os críticos acham que Tennyson se identifica com o orador que leu o discurso de Ulisses "afirmativamente", ou sem ironia. Muitas outras interpretações do poema se desenvolveram a partir do argumento que Tennyson não se identifica com Ulisses e mais críticas têm sugerido que as supostas inconsistências no personagem de Ulisses são culpa do próprio poeta.[carece de fontes?]
Um aspecto fundamental para a leitura afirmativa de "Ulisses" é o contexto biográfico do poema. Tal leitura leva em conta as declarações de Tennyson sobre a escrita do poema — "a necessidade de ir em frente" —, e considera que ele não iria questionar a determinação de Ulisses com ironia quando ele precisasse de uma pessoa forte e semelhante para enfrentar a vida após a morte de Hallam. Ulisses é assim visto como um personagem heróico cuja determinação de procurar "Some work of noble note" ("alguns trabalhos dignos de nota") — verso 52 — é corajoso em face de uma "Still hearth" "calma no lar" — verso 2 — e da velhice. Tennyson, no entanto, desencorajou uma interpretação autobiográfica dos seus monólogos.
Até o início do século XX, os leitores reagiram a "Ulysses" simpaticamente. O significado do poema foi discutido cada vez mais assim que a importância de Tennyson aumentava. Após Paull F. Baum ter criticado as incoerências e a concepção de Tennyson sobre poema em 1948, a interpretação irônica se tornou dominante. Baum encontra em "Ulysses" resquícios de heróis imperfeitos de Lord Byron, que similarmente exibe emoções conflitantes, a introspecção autocrítica, e uma rejeição da responsabilidade social. Mesmo os manifestos finais de Ulisses "de lutar, de procurar, de encontrar, e de não se render" — é enfraquecida pela ironia, quando Baum e críticos posteriores comparam esta linha a "Nula coragem de se apresentar ou se render" de Satanás, em Paradise Lost, de John Milton. (1667)
O aparente desdém de Tennyson para aqueles que o rodeia é uma outra faceta da perspectiva irônica. A declaração de que ele "está casado com uma esposa idosa" indica o seu cansaço em governar uma "raça selvagem" e sugere a sua distância filosófica de seu filho Telêmaco. Uma leitura séptica da segunda estrofe encontra um tributo condescendente para Telêmaco e a rejeição de sua "prudência branda". No entanto, os adjetivos usados para descrever Telêmaco — "inocente", "perspicaz" e "decente" — são palavras com conotações positivas em outras poesias de Tennyson e dentro da tradição clássica, onde "inocente" é um atributo para deuses e heróis.[carece de fontes?]
O crítico E. J. Chiasson argumenta em 1954 que Ulisses está sem fé numa pós-vida e que Tennyson usa um "método de indireção" para afirmar a necessidade da fé religiosa por mostrar como a falta de fé de Ulisses leva a sua negligência para com o seu reino e sua família. Chiasson considera o poema como "intratável" no cânone de Tennyson, mas acha que o significado do poema resolve a si mesmo quando a sua indireção é entendida: ilustra a convicção de Tennyson que "desconsidera as sanções religiosas e submete todas as coisas às levas do anseio do repúdio sibarítico ou brutal da responsabilidade e da "vida".
Outras leituras irônicas têm encontrado a ânsia de Ulisses de desistir, até mesmo morrer, na forma de sua busca proposta. Ao notar o sentimento de passividade do poema, os críticos destacam a tendência de Tennyson para a melancolia. T. S. Eliot considera que "Tennyson não poderia contar uma história apesar de tudo". Ele acha o tratamento de Dante para com Ulisses excitante, enquanto que a peça de Tennyson é "um humor elegíaco". "Ulysses" falta em ação narrativa; a meta do herói é vaga, e, pelo famoso último verso do poema, não é claro pelo que ele está "lutando", ou por que ele se recusa a se render. Segundo o estudioso vitoriano Herbert Tucker, os personagens de Tennyson "seguem" através do tempo e do espaço para serem movidos intimamente. Para Ulisses, a experiência está "em algum lugar lá fora".
| ...an arch wherethro' Gleams that untravell'd world whose margin fades For ever and for ever when I move. | ...um arco por onde Brilha aquele mundo desconhecido, cuja margem desaparece Para sempre e para sempre quando eu movo. |

## Legado

### Canonização
As revisões contemporâneas de "Ulysses" foram positivas e não acharam qualquer ironia no poema. O autor John Sterling — membro dos "Apóstolos de Cambridge", como Tennyson — escreveu no Quarterly Review, em 1842, "Como Ulysses é superior! Existe neste trabalho um delicioso tom épico e uma clara inteligência comovida que talha calmamente as suas palavras sábias e figuras graciosas em mármore pálido, mas duradouro." O volume de poesias de Tennyson de 1842 impressionou o escritor escocês Thomas Carlyle. Citando três linhas de "Ulysses", em 1842, numa carta a Tennyson—
| It may be that the gulfs will wash us down, It may be we shall touch the happy Isles And see the great Achilles whom we knew! | Pode ser que os golfos nos devorem: Pode ser que toquemos as Ilhas Afortunadas, E ver o grande Aquiles, quem nós conhecemos. |

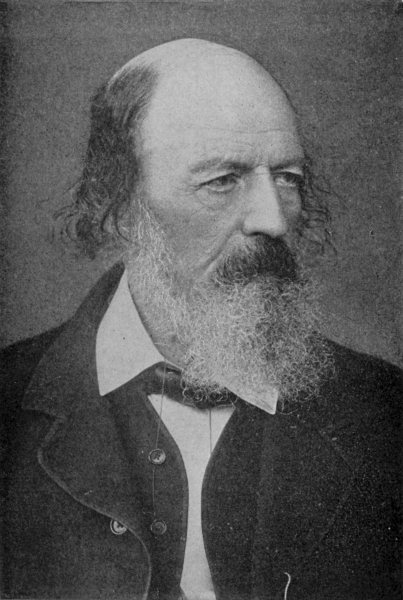
Tennyson, como poeta laureado, usou versos para promover o Império: "Ulysses" tem sido interpretado como antecipando o conceito de imperialismo

—Carlyle observou, "Estas linhas não me fazem chorar, mas há em mim o que preencheria toda coisa lacrimejante como pude ler." O escritor e teólogo inglês Richard Holt Hutton resumiu o poema como "a figura amigável [de Tennyson] do insaciável almejo por novas experiências, empreendimentos e aventuras, quando sob o controle de uma razão luminosa e de uma vontade auto-controlada." O poeta contemporâneo Matthew Arnold estava no início da observação irônica da narrativa do poema: ele encontrou no discurso de "Ulysses" "o menos evidente, o mais não-homérico que pode possivelmente ser concebido. Homero te apresenta o seu pensamento como ele o expõe da fonte de sua mente: O Sr. Tennyson cuidadosamente destila seu pensamento antes dele participar disto. Uma vez que chega… com ares expandidos e elaborados".
"Ulysses" foi bem recebido pelos críticos, ainda que sua ascensão dentro do cânone de Tennyson levasse décadas. Tennyson não costumava selecioná-lo para publicação na poesia antológica; nos ensinos antológicos, no entanto, o poema foi normalmente incluído—continua a ser um poema popular no ensino atual em países anglófonos. Na décima quinta edição de Bartlett's Familiar Quotations (1980), nove seções de "Ulysses", composta de 36 dos 70 versos do poema, são citados, comparando com as seis na nona edição (1891).
Sua proeminência atual nas obras de Tennyson é o resultado de duas tendências, de acordo com Matthew Rowlinson: o crescimento dos estudos formais da poesia inglesa no final do século XIX, e os esforços vitorianos para articular uma cultura britânica que poderia ser exportada. Ele argumenta que "Ulysses" faz parte da pré-história do imperialismo—um termo que só apareceu na língua inglesa em 1851. O protagonista parece um "administrador colonial", e sua fonte para procurar um mundo mais novo ecoa a frase "Novo Mundo", que se tornou comum durante o Renascimento. Enquanto que "Ulysses" não pode ser lido como abertamente imperialista, os trabalhos posteriores de Tennyson como poeta laureado às vezes argumentam sobre o valor das colônias da Grã-Bretanha, ou foram acusados de jingoísmo. Rowlinson invoca a extensão do argumento do teorista marxista Louis Althusser de que a ideologia não é histórica, achando que o poema de Tennyson "vem antes de uma construção ideológica para a qual, todavia, faz as pessoas a ficarem nostálgicas".
"Ulysses" permanece muito admirado, mesmo que o século XX trouxesse novas interpretações do poema—estudiosos ficaram cépticos sobre a voz narrativa e exploraram significados para além da intenção do autor. Num artigo de 1929, T. S. Eliot chamou "Ulysses" como um "poema perfeito". Uma analogia de "Ulysses" é encontrada em "Gerontion" (1920). Ambos os poemas são narrados por um homem idoso que contempla o final da vida. Um trecho de "Gerontion" é lido como um comentário irônico sobre as linhas introdutórias de "Ulysses":
| Rocks, moss, stonecrop, iron, merds. The woman keeps the kitchen, makes tea, Sneezes at evening, poking the peevish gutter. I am an old man, A dull head among windy places. | Pedras, musgo, sedum, ferro, fezes. A mulher mantém a cozinha, faz chá, Espirra à noite, desentupindo o irritante esgoto. Eu sou um homem velho, Uma cabeça dura em lugares arejados. |

O poeta italiano Giovanni Pascoli (1855-1912) afirmou que o seu longo poema lírico L'ultimo viaggio foi uma tentativa de conciliar os retratos de Ulisses em Dante e Tennyson com a clássica profecia de que Ulisses iria ter "uma suave morte ao largo do mar". O Ulisses de Pascoli deixa Ítaca para refazer sua viagem épica ao invés de começar outra. O professor de literatura Basil Willey comentou em 1956 que "Em "Ulysses", o sentido de que ele deve seguir e não se deteriorar em ociosidade é expressa objetivamente, através da história clássica, e não subjetivamente como sua própria experiência. [Tennyson] chega aqui tão perto da perfeição, em sua grande maneira, como ele nunca fez; o poema é impecável no tom do começo ao fim; sobressalente, grave, livre do excesso de decoração e cheio de sentimentos firmemente controlados".

### Legado cultural
Muitos leitores têm aceitado as últimas linhas aclamadas de "Ulysses" como inspiradores, apesar das irônicas interpretações que acham que o personagem de Ulisses é inconsistente. O fim do poema tem sido utilizado como lema por escolas e outras organizações. Os últimos três versos estão inscritos numa cruz em Observation Hill, Antártida, como homenagem aos exploradores Robert Falcon Scott e seu parceiro, que morreram na sua caminhada de retorno do Pólo Sul em 1912:
| One equal temper of heroic hearts, Made weak by time and fate, but strong in will To strive, to seek, to find, and not to yield. | Um de igual temperamento dos corações heróicos, Enfraquece-se pelo tempo e pelo destino, mas forte em decidir Lutar, buscar, achar e não se render. |